# Argyrodes apiculatus
Argyrodes apiculatus là một loài nhện trong họ Theridiidae.
Loài này thuộc chi Argyrodes. Argyrodes apiculatus được Tord Tamerlan Teodor Thorell miêu tả năm 1895.